# Mercy (canção de Shawn Mendes)
Mercy é uma canção gravada pelo cantor e compositor canadense Shawn Mendes. Ela co-escrita por Mendes com Ilsey Juber, Danny Parker e Teddy Geiger, sendo produzida por Jake Gosling e Teddy Geiger. A canção foi lançada através da Island Records, como um single promocional do álbum, Illuminate, dois meses depois a canção foi lançado como single oficial do álbum.

## Composição
"Mercy" foi escrita na chave de Si menor, com um tempo de 144 a 152 batimentos por minuto. Os vocais de Mendes vão do B3 ao A5 na canção.

## Vídeo musical
Em 21 de setembro de 2016, um videoclipe dirigido por Jay Martin foi lançado. O clipe apresenta Shawn preso dentro de um carro afundando no oceano, enquanto algumas cenas em flashs, Mendes toca instrumentos e os destroem.

## Performances ao vivo
A primeira performance da canção ocorreu no The Tonight show, no dia 22 de setembro de 2016. No dia 23 de setembro de 2016, Shawn fez uma performance da canção no "TODAY". Em 28 de setembro uma performance foi feita no "The Late Late Show. The X Factor UK em 23 de outubro, and The X Factor no dia 31 de outubro e 4 de dezembro no Saturday Night Live.